# Haliclona pulchra
Haliclona pulchra är en svampdjursart som först beskrevs av Swartschewsky 1905.  Haliclona pulchra ingår i släktet Haliclona och familjen Chalinidae. Inga underarter finns listade i Catalogue of Life.